# Рабство в Данії
Рабство в Данії — система примусової праці, за якої одні особи перебували в повному або частковому підпорядкуванні іншим, позбавлені особистої свободи та прав. Данська работоргівля відбувалася окремо у два різні періоди: торгівля європейськими рабами в добу вікінгів, з VIII по Х століття; та роль Данії в продажу африканських рабів під час атлантичної работоргівлі, яка розпочалася в 1733 році та закінчилася в 1807 році, коли було оголошено про скасування рабства. Остання работоргівля переважно здійснювалася в данській Вест-Індії (Сент-Томас, Сент-Крус та Сент-Джон), де раби виконували багато різних видів фізичної праці, переважно на цукрових плантаціях. Работоргівля мала багато наслідків, які різнилися за своїм характером (економічними та гуманітарними), причому деякі були більш серйозними, ніж інші. Після багатьох років рабства в данській Вест-Індії Крістіан VII вирішив скасувати работоргівлю.

## Данська работоргівля в епоху вікінгів

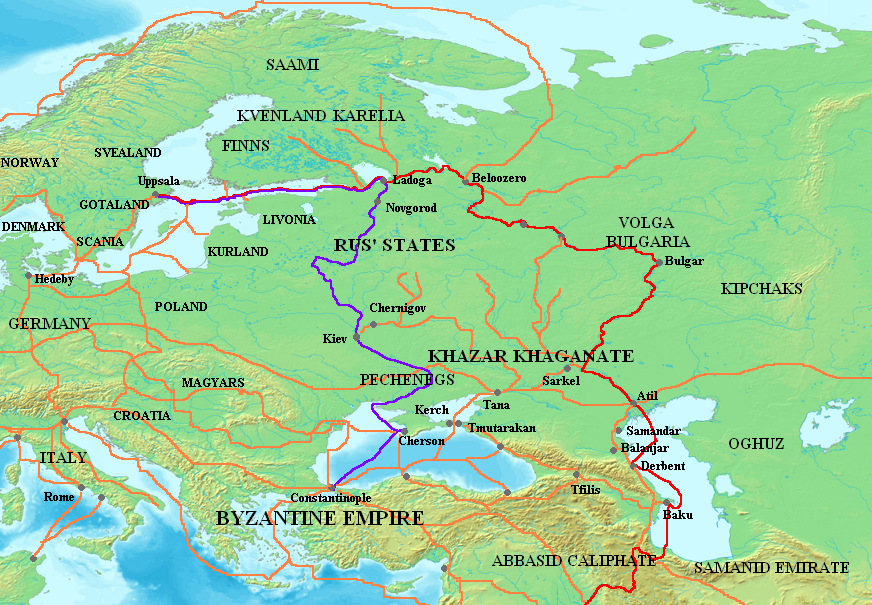
Мапа, що показує основні торговельні шляхи варягів: Волзький торговельний шлях (червоним кольором) та торговельний шлях з варягів до греків (фіолетовим кольором). Інші торговельні шляхи VIII—XI століть показані помаранчевим кольором.

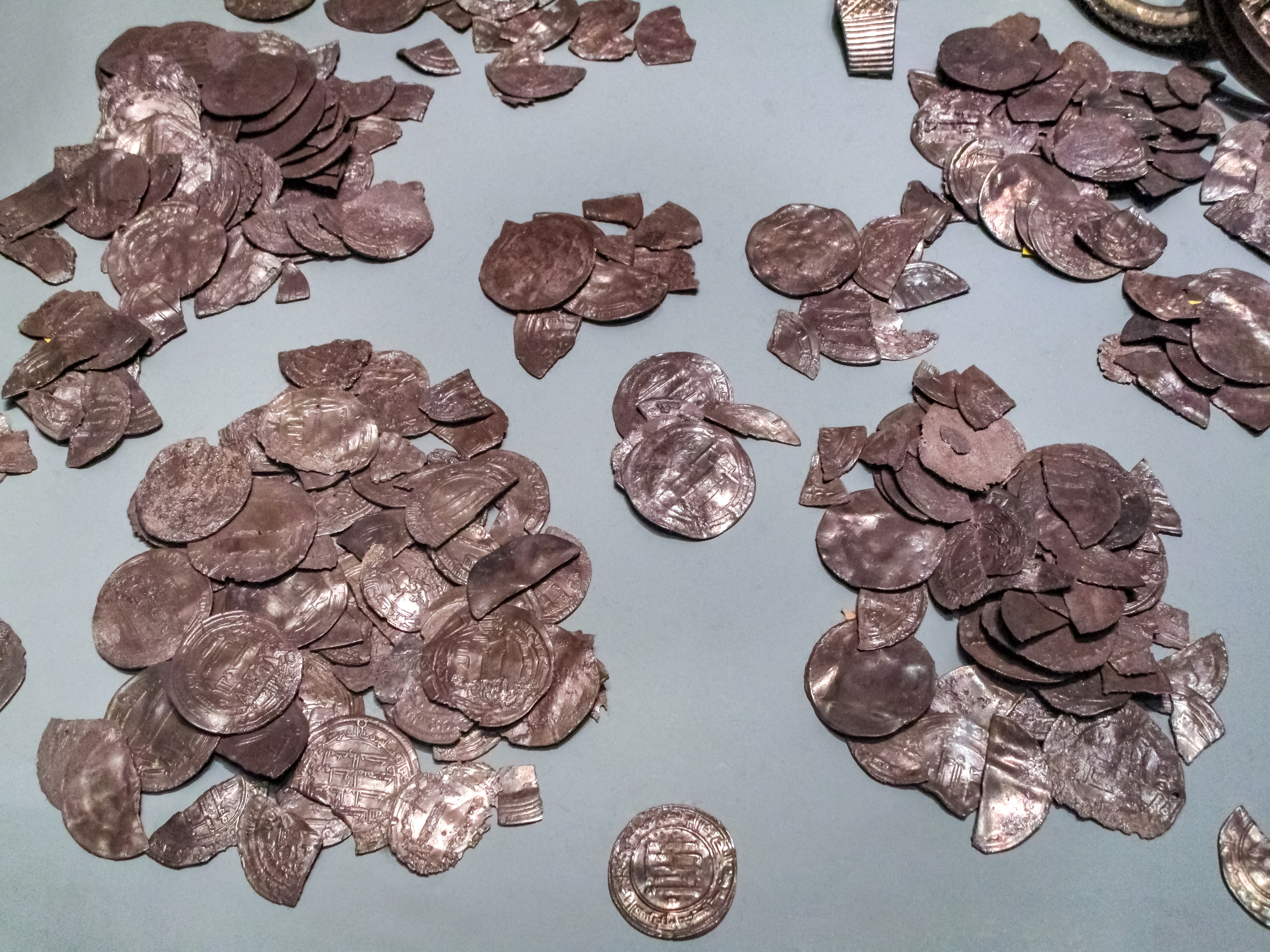
Монети Саманідів, знайдені у скарбі Спіллінгс.

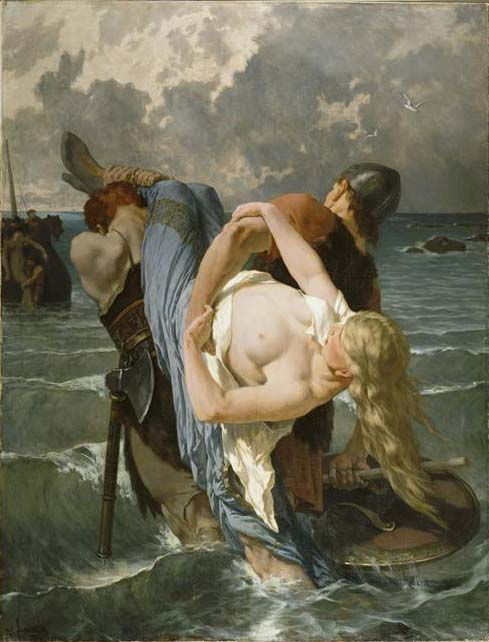
Вікінги захоплювали людей під час своїх набігів на Європу.

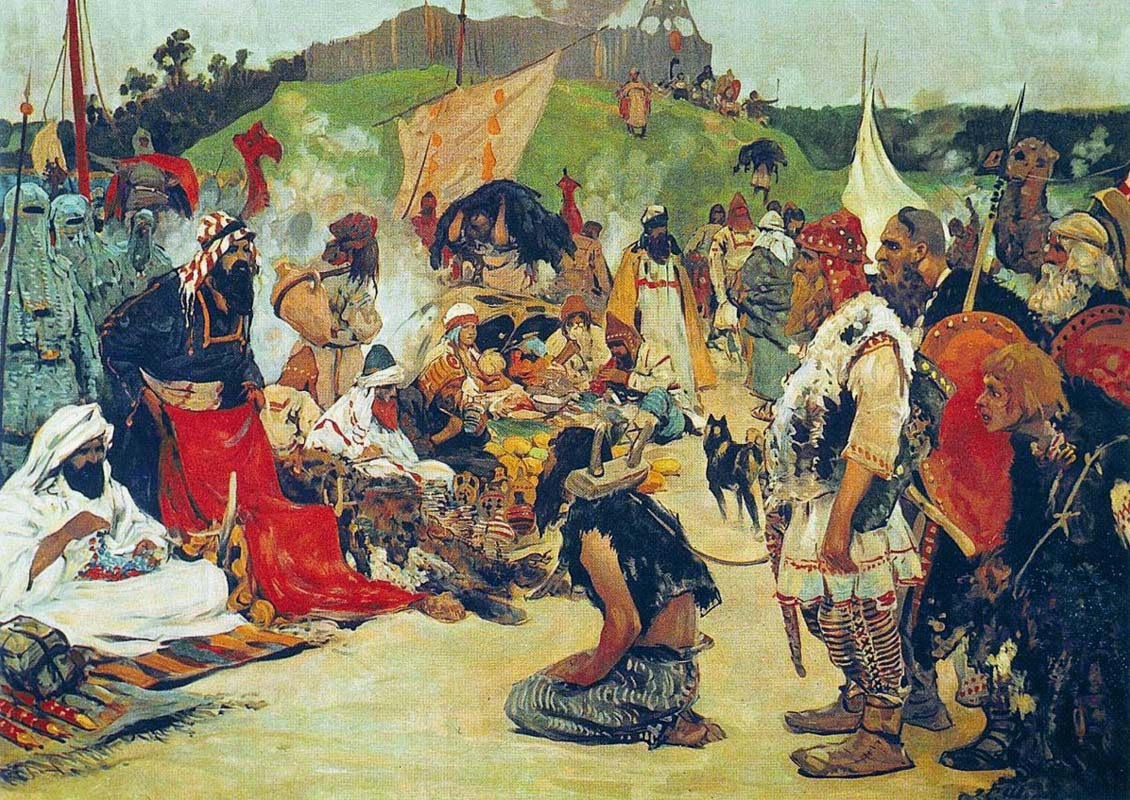
Торговельні переговори. Картина з історії Росії (1909). Вікінги продавали людей, яких вони захопили в Європі, арабським купцям у Поволжжі.

Рабство було глибоко вкоріненим інститутом у суспільстві вікінгів, яке було ієрархічним, а найнижчий соціальний клас складався з невільників і рабів, які становили основне джерело важкої праці в норвезькому суспільстві. Ця практика була значною мірою відкинута в Х столітті, коли Данія стала християнською, але продовжувалася в XIV столітті.

### Передісторія
Рабство було поширеним явищем в епоху вікінгів, і однією з головних причин експансії вікінгів був пошук рабів в інших країнах. Однією з причин розвитку Русі було те, що скандинавські поселенці продавали сюди захоплених рабів. Протягом VIII—X століть рабів зі Східної Європи та Балтійського моря торгували з елітними домогосподарствами Візантії та ісламського світу через річкові системи Дніпра та Волги, Каролінгську імперію та Венецію Арабські купці з Каспійського моря та візантійські купці з Чорного моря привозили свої товари на торгові ринки Русі, де зустрічалися з работорговцями, відомими як варяги, та обмінювали свої товари на рабів, захоплених вікінгами в Європі.
Вікінги використовували попит на рабів на південних невільничих ринках православної Візантійської імперії та ісламського Близькосхідного халіфату, які жадали рабів іншої релігії, ніж їхня власна. У Середньовіччі, організованому за релігійними принципами, і християни, і мусульмани забороняли поневолення людей своєї віри, але обидва схвалювали поневолення людей іншої віри; обидва дозволяли поневолення людей, яких вони вважали єретиками, що дозволяло католицьким християнам поневолювати православних християн, а мусульманам-сунітам поневолювати мусульман-шиїтів. Однак і християни, і мусульмани схвалювали поневолення язичників, які стали улюбленою мішенню работоргівлі в Середньовіччі, а язичницькі військові бранці були продані ворогами-язичниками в работоргівлю.

### Работоргівля вікінгів
Вікінги перевозили європейських рабів, захоплених під час набігів вікінгів у Східній Європі, у два пункти призначення: один — через Волзький торговий шлях до Аббасидського халіфату на Близькому Сході через Каспійське море, работоргівлю Саманідів та Іран; і один — через Дніпро та работоргівлю на Чорному морі до Візантійської імперії та Середземномор'я. До IX століття вікінги перевозили європейських рабів за допомогою варягів з Балтійського моря на півночі або Північного моря на заході через річки Вісла або Дунай на південний схід через Європу до Чорного моря.
Людей, захоплених у полон під час набігів вікінгів по всій Європі, наприклад, в Ірландії, могли продати до мавританської Іспанії через дублінську работоргівлю або перевезти до Хедебю чи Бренне, а звідти Волзьким торговим шляхом до Поволжжя, де рабів та хутра продавали мусульманським купцям в обмін на арабські срібні дирхеми та шовк, які були знайдені в Бірці, Волліні та Дубліні. Спочатку цей торговий шлях між Європою та Аббасидським халіфатом проходив через Хозарський каганат, але з початку X століття він проходив через Волзьку Болгарію, а звідти караваном до Хорезма, на ринок рабів Саманідів у Центральній Азії та, нарешті, через Іран до Аббасидського халіфату.
Архієпископ Бременський Рімберт (помер 888 року) повідомляв, що він був свідком «великого натовпу полонених християн, яких вивозили» у порту вікінгів Хедебю в Данії, однією з яких була жінка, яка співала псалми, щоб представити себе як християнську черницю, і яку єпископ визволив, обмінявши на неї свого коня.
Ця торгівля була джерелом було джерелом срібла, виявленого у скарбах арабських дирхемів, знайдених у Скандинавії, і функціонувала щонайменше з 786 до 1009 року, коли там були знайдені такі монети, і вона була настільки прибутковою, що сприяла постійним набігам вікінгів по всій Східній Європі, яка використовувалася вікінгами як джерело постачання рабів для цієї торгівлі з ісламським світом. Серед таких скарбів можна згадати скарб Спіллінгса та скарб Сундведи.
Одним з небагатьох описів работоргівлі від першої особи є зустріч арабського купця Ібн Фадлана з волзькими варягами. Опис варягів, які використовували Волзький торговий шлях, використовуючи сакаліба як перекладачів під час торгівлі. Там він описує поховальний корабель, відомі лише в норвезькому суспільстві до появи вікінгів на території сучасної Росії та України, а також те, що в жертву приносили дівчину-рабиню, щоб вона пішла за своїм господарем у потойбічний світ. Скандинавські поховання, знайдені у Швеції та Норвегії, вказують на те, що у Швеції рабів приносили в жертву, щоб вони слідували за своїми господарями у потойбічний світ. Однак шведська археологія показує, що в потойбічному світі вбивали переважно рабів-чоловіків, а не жінок, щоб вони пішли за своїми господарями. Жертвоприношення жінок-рабинь, однак, були знайдені в Норвегії, де жінка, знайдена в могилі, мала ознаки того, що їй перерізали горло подібно до страти, описаної Ібн Фадланом.
Протягом XI століття вікінгські народи Данії, Норвегії та Швеції стали християнами, що унеможливило для них продовження набігів рабів на християнську Європу та продаж християнських європейців ісламським работорговцям. За словами Лени Бйоркман, зміцненняРусі, ймовірно, також зменшило кількість рабів, яких викрадали під час набігів, та обмежило її місцевим ринком рабів у Швеції. У 13 столітті рабство як таке поступово замінювалося кріпацтвом (дан. hoveriet).

### Пам'ятки
Залишилося небагато пам'яток, безпосередньо пов'язаних з рабством епохи вікінгів, але круглі форти, відомі як Треллеборге (Рабські фортеці), з 2023 року визнані об'єктами Всесвітньої спадщини ЮНЕСКО.

## Данська трансатлантична работоргівля

Прапор Данської Вест-Індії

Участь у трансатлантичній работоргівлі почалася в середині 1700-х років, коли вони перевозили африканські народи до місця, відомого тоді як Золотий Берег (розташованого в місті Аккра в Гані). Форт Крістіансборг був данським фортом, який контролював в'їзд та виїзд рабів, базою для данців у Гані.

### Данська Вест-Індія

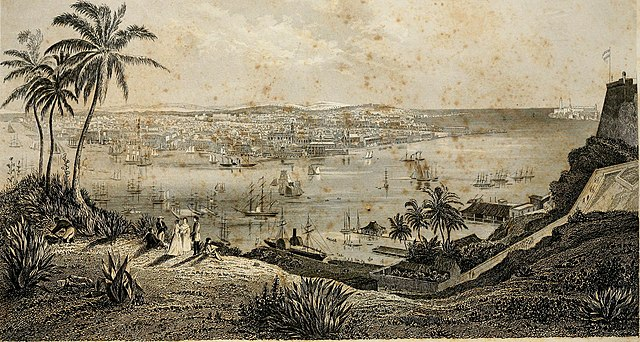
Зображення пейзажу часів данської работоргівлі

Данці контролювали Данську Вест-Індію близько 250 років, з 1672 року до її продажу США 1917 року. Данська Вест-Індія відігравала значну роль у данській работоргівлі, оскільки це був кінцевий пункт призначення для багатьох рабів. Три острови, що складали Данську Вест-Індію, включали Сент-Джон, Сент-Томас і Сент-Круа.
Основними культурами, що вирощувалися на островах, були цукрова тростина, кава й тютюн, оскільки всі вони забезпечували данцям значні прибутки. Робота на плантаціях вважалася надзвичайно важкою, особливо для жінок-рабинь, які були не в змозі підтримувати високий рівень ручної праці, що вимагався. Рівень життя на островах був дуже низьким, багато рабів часто хворіли на смертельні хвороби або помирали від виснаження та недоїдання. Поширеною помилкою було те, що рабам щотижня видавали достатню кількість їжі, яка б підтримувала їх під час роботи. Однак, згідно з Мартенсом (2016), це забезпечення було незадовільним і не відповідало мінімальним вимогам для здорового життя.
У 1915 році розпочалися переговори між Америкою та Данією щодо продажу трьох островів (Сент-Томас, Сент-Круа, Сент-Джон). США дедалі більше стурбувалися тим, що Німеччина спробує захопити острови, і з міркувань безпеки вирішили діяти на випередження. Зрештою, США купили острови за 25 мільйонів доларів США золотими монетами. Зараз ці острови відомі як Американські Віргінські острови.

### Сент-Томас
Сент-Томас був першим островом у Данській Вест-Індії, який данці використовували для рабської праці. Тодішній король Кристіан V віддав наказ захопити острів з єдиною метою — отримати плантації на острові, які включали переважно цукор та тютюн. Проблема, з якою невдовзі зіткнулася Данська Вест-Індська компанія, полягала в тому, що засуджені були неефективними працівниками, і саме з цієї причини вони усвідомили, що колоністи з сусідніх країн, які мали доступ до африканських рабів, набагато краще підходили для цієї роботи.
Перш ніж цукрові плантації стали найпопулярнішою культурою, уряд Данії створив taphus. Тафу, по суті, були пивними будинками та залами, які виробляли величезну кількість алкоголю для перевезення за океан. Однак пивні швидко стали дуже непопулярними серед данського уряду, оскільки вони приваблювали піратів на острови, а також економічна вигода від виробництва пива переважувала витрати на створення інфраструктури для пивних. На початку 1700-х років цукор швидко став найпопулярнішою культурою, плантації якої були розкидані по всьому острову. За суворим наглядом данських урядовців за робітниками на острові Сент-Томас приїздили работорговці, щоб придбати рабів, оскільки вони були відомими як хороші працівники.

### Сент-Джон
Одним з перших місць, куди данці завезли африканських рабів, був Сент-Джон. У 1717 році для роботи на плантаціях на острови було привезено 150 африканських рабів з Акваму (нині Гана). У той час на острові вирощували лише бавовну та тютюн. Під час переходу від Сент-Томаса до Сент-Джона раби Акваму повстали проти власників плантацій, захопивши власність та залучивши рабів з інших африканських племен для виконання робіт. Причинами цього повстання стали запровадження жорсткої рабовласницької політики, нові африканські раби, які воліли б померти, ніж бути рабами, та літо стихійних лих. Однак до 1734 року власники плантацій зрештою відновили контроль над островом. Основною причиною таких повстань було те, що власники не проживали на острові. Натомість вони покладалися на наглядачів, яких називали «mesterknægte» («майстри-прислуга»).

### Сент-Круа
У 1733 році Данська Вест-Індська компанія купила острів Сент-Круа у французького уряду. Ключовою рисою острова Сент-Круа було його незалежне правління, що відрізняло його від острова Сент-Томас і острова Сент-Джон. Незабаром плантатори розчарувалися цим і вимагали, щоб король Данії купив компанію. Оскільки Сен-Круа був найприбутковішим островом з трьох, король вирішив, що саме він має стати столицею трьох островів. Це означало, що столиця має бути перенесена з Сент-Томаса на Сент-Круа.
Багатство острова Сент-Круа значною мірою пояснювалося виробництвом цукру, а також рому. Серед інших товарів, які вона експортувала, були бавовна, меляса та тверда деревина. До 1803 року на острові налічувалося 26 500 рабів (найбільше з трьох), але коли роль Данії в работоргівлі почала зменшуватися, ця кількість значно скоротилася.

### Коста-Рика
Два данські невільницькі кораблі, «Фрідерікус Квартус» та «Крістіану Квінтус», були ідентифіковані у 2025 році як затонулі кораблі, знайдені в Національному парку Кахуїта на атлантичному узбережжі провінції Лимон, Коста-Рика. Ці кораблі перевозили тканину, металеві вироби та зброю для продажу поневоленим африканцям. У 1710 році, після навігаційних помилок, кораблі натрапили на рифи біля того місця, яке тоді називалося Пунта-Каррето, один з них загорівся, а інший втратив якір. Обидва кораблі були покинуті, і з близько 690 поневолених африканців 100 були захоплені і відправлені на роботу на довколишні плантації какао.

## Наслідки работоргівлі
Данська работоргівля мала цілу низку наслідків, починаючи від гуманітарних і закінчуючи економічними змінами. Крім того, тяжкість цих наслідків була дуже різною, оскільки деякі з них були фатальними, а інші мали суто чорноробські наслідки, що виникли внаслідок значного дисбалансу влади.

### Вплив людини
За час існування работоргівлі, за оцінками, до данської Вест-Індії було перевезено понад 100 000 африканських рабів, приблизно половина з яких померла через нелюдські умови утримання. З 1733 року (після запровадження концепції рабства Нового Світу) власники цукрових плантацій погрожували будь-якому рабу, який жорстоко або зневажливо ставився до білих людей. Тих, хто не підкорявся цим наказам, забивали розпеченими залізними щипцями або навіть вішали, якщо рабовласник не бачив потреби в рабі.

### Економічний вплив
Ключовим мотивом данського уряду для перевезення рабів до Вест-Індії був потенційний економічний вигод. Ключовою метою для данців було виробництво цукру, оскільки воно забезпечувало їм високий прибуток від покупців та інвесторів. Торгівля цукром з іншими країнами на інші товари, такі як рис, ром і бавовна, означала, що Данія мала засоби для ведення переговорів під час купівлі товарів. Окрім значного прибутку від виробництва цукру, багато громадян Данії працювали на плантаціях, що на той час сприяло низькому рівню безробіття в Данії. Історики досі не впевнені щодо фактичної прибутковості компаній, проте, за оцінками, річна норма прибутку становила близько 2,58 %.

## Скасування работоргівлі
У 1792 році данський король Кристіан VII оголосив, що данці скасують свою практику работоргівлі в Данській Вест-Індії. В оголошенні йшлося про те, що з початку 1803 року данці більше не братимуть участі в работоргівлі на африканському узбережжі.
Основними причинами скасування работоргівлі в Данії вважаються економічні та гуманітарні проблеми. З економічної точки зору, політики більше не розглядали работоргівлю як прибутковий засіб покращення економіки країни. На гуманітарному рівні населенням світу почали ретельно перевірятися умови праці та ставлення до працівників. Таким чином, Данія прагнула стати першою європейською країною, яка скасувала работоргівлю, і зробити це раніше за британців, що, у свою чергу, забезпечило б їй міжнародне визнання.

## Вибачення Данії
У 2017 році міністр закордонних справ Андерс Самуельсен вибачився за багаторічні тортури та поводження з африканськими рабами. У своїх вибаченнях перед президентом Гани Наною Акуфо-Аддо Андерс заявив: «Ніщо не може виправдати експлуатацію чоловіків, жінок та дітей, у якій брала участь Данія».
За багато років до вибачень Данія (через своє агентство DANIDA) допомагала Гані як у соціальному, так і в економічному секторах, з правами людини та належним управлінням. Зовсім недавно Гана та Данія сформулювали партнерство, спрямоване на підтримку заходів реагування на COVID-19 по всій Африці.

## Додаткова інформація
- Andersen, Astrid Nonbo. «„We Have Reconquered the Islands“: Figurations in Public Memories of Slavery and Colonialism in Denmark 1948—2012.» International Journal of Politics, Culture, and Society 26, no. 1 (2013): 57-76. Accessed May 24, 2021. http://www.jstor.org/stable/42636435.
- Jensen, Niklas Thode; Simonsen, Gunvor. «Introduction: The historiography of slavery in the Danish-Norwegian West Indies, c. 1950—2016.» Scandinavian Journal of History Sep-Dec2016, Vol. 41 Issue 4/5, p475-494.
- Source